# Barne Pernot
Barne Pernot (* 11. Juni 1999 in Todenbüttel) ist ein deutscher Fußballspieler.

## Werdegang
Der defensive Mittelfeldspieler begann seine Karriere bei Grün-Weiß Todenbüttel im Kreis Rendsburg-Eckernförde und wechselte im Jahre 2012 in die Jugendabteilung des FC St. Pauli. Dort spielte er drei Jahre lang, bevor Pernot in die Jugend von Holstein Kiel wechselte. Im Sommer 2018 rückte er in den Kader der zweiten Mannschaft auf, die gerade den Aufstieg in die Regionalliga Nord geschafft hatte. In den folgenden zwei Jahren kam Barnet Pernot auf 48 Regionalligaspiele, in denen er drei Tore erzielte. Im Sommer 2020 wechselte Pernot zum SC Verl, der gerade in die 3. Liga aufgestiegen war. Sein Profidebüt gab Pernot am 26. September 2020 beim 3:0-Sieg der Verler gegen die zweite Mannschaft des FC Bayern München. Im Sommer 2023 verlängerte er seinen Vertrag in Verl. Ein Jahr später wechselte er zum SC Fortuna Köln in die viertklassige Regionalliga West. Zum Saisonende 2024/25 schlug er das Angebot des Vereins zur Vertragsverlängerung aus.
Zur Saison 2025/26 verpflichtete der SK Sturm Graz den Innenverteidiger für seine zweite Mannschaft.